# 130 Cedar Street
130 Cedar Street, anteriormente conocido como Green Exchange Building, es un edificio de mediana altura en el Distrito Financiero del Lower Manhattan, en la ciudad de Nueva York. Está ubicado entre Cedar Street y Albany Street a lo largo de Washington Street, compartiendo una cuadra con 90 West Street. Fue construido en 1931 y diseñado por Renwick, Aspinwall & Guard.

## Ataques del 11 de septiembre
Cuando la Torre Sur del World Trade Center se derrumbó a causa de los atentados del 11 de septiembre de 2001, 130 Cedar Street quedó completamente devastada. Cientos de toneladas de escombros ardientes llovieron sobre el edificio. La parte superior de la esquina noreste del edificio se derrumbó por completo bajo los escombros. Una sección de columna del WTC 2 penetró la losa del techo del décimo piso. Los impactos de los proyectiles también encendieron incendios, que se produjeron principalmente sobre el noveno piso. El daño por fuego fue evidente en los pisos 11 y 12 en la esquina noroeste. El mercado Amish ubicado en la planta baja fue completamente destruido y quemado, y luego se trasladó más a la parte alta de la ciudad. Varias columnas de hormigón estaban agrietadas, posiblemente por el impacto. Varias bahías en la esquina noreste resultaron gravemente dañadas por el impacto de escombros. Después de los ataques, el edificio quedó inhabitable y perdió a todos sus inquilinos.

## Renovación
Como muchos edificios en el área, 130 Cedar Street tuvo que ser descontaminado por completo después de los daños que sufrió. En 2004, se anunció que el edificio de oficinas se transformaría en un hotel, a pesar de los rumores de que el edificio sería demolido.
Después de muchos años de revitalización, el edificio finalmente fue reabierto como hotel Club Quarters. Durante el proceso de restauración, se agregaron siete pisos nuevos, lo que hizo que el edificio tuviera 19 pisos de altura.